# Parrocchia di West Baton Rouge
La parrocchia di West Baton Rouge (in inglese West Baton Rouge Parish) è una parrocchia dello Stato della Louisiana, negli Stati Uniti. La popolazione al censimento del 2000 era di 21 601 abitanti. Il capoluogo è Port Allen.
La parrocchia (in Louisiana le parrocchie costituiscono un livello amministrativo equivalente a quello delle contee degli altri stati degli USA) fu creata nel 1807.